# Resident Evil Requiem
Resident Evil Requiem —también llamado Resident Evil 9, y cuyo título original en Japón es Biohazard Requiem (バイオハザード レクイエム Baiohazādo Rekuiemu?)— es un videojuego en desarrollo de terror y supervivencia desarrollado y publicado por Capcom. Es la secuela de Resident Evil Village (2021) y la undécima entrega principal de la serie de videojuegos Resident Evil. El juego forma parte de las celebraciones por el 30.º aniversario de la serie y es el primero en tener un doblaje en español neutro.
Se anunció en el Summer Game Fest del año 2025 y su lanzamiento está previsto para el 27 de febrero del año 2026 para PlayStation 5, Microsoft Windows y Xbox Series X/S

## Jugabilidad
La jugabilidad de Resident Evil Requiem fusiona el estilo clásico de las primeras entregas con características modernas vistas en títulos como Resident Evil 7: Biohazard y Resident Evil Village. El videojuego nos presenta la mecánica de inspeccionar detenidamente ciertos objetos para descubrir ítems ocultos en su interior, algo que regresa en esta nueva entrega. Además, vuelve la posibilidad de mover cajas u otros elementos del entorno, usándolos a nuestra disposición para acceder a zonas elevadas o despejar caminos bloqueados.
Los jugadores tienen la posibilidad de experimentar el videojuego en una perspectiva en primera persona o tercera persona, con la libertad de alternar entre ambas en cualquier momento durante la partida.
Por primera vez en la historia de la serie, existen habitaciones completamente oscuras en las que no solo no podrás ver nada, sino que a falta de luz, impide cualquier tipo de interacción. Por más que el jugador entre a estas habitaciones y las recorra por completo, no podrá ejecutar ninguna acción si no se cuenta con una fuente de luz que le permita ver el entorno.
Los entornos del videojuego han sido moldeados con la versión más actualizada del RE Engine originalmente utilizado en el videojuego Resident Evil 7: Biohazard.

## Argumento
La historia de Resident Evil Requiem se lleva a cabo en el año 2028, cuando se suceden eventos extraños en una ciudad del medio oeste estadounidense, es entonces cuando la agente del FBI Grace Ashcroft, es enviada a investigar las misteriosas muertes; todo ello sucediéndose en la ciudad estadounidense más cercana a donde estuvo alguna vez Raccoon City; siendo el Hotel Wrenwood, entre ambas, el lugar de las muertes, que además es el lugar donde la madre de Grace falleció hace ocho años.
Su madre es Alyssa Ashcroft, personaje jugable en Resident Evil Outbreak y Resident Evil Outbreak: File #2. Ella fue una de las pocas supervivientes del incidente de Raccoon City y trabajaba como reportera. Después de muchos años de escapar de la ciudad, escribió varios artículos, uno de ellos apareciendo en Resident Evil 7: Biohazard, siendo Ethan Winters quien lo encuentra y lo lee en la casa de la familia Baker.

## Desarrollo
El trabajo comenzó alrededor del año 2019 durante una expansión planificada previamente de los equipos de I+D de Capcom en Division 1, aunque no se ha nombrado al productor ni al director. Como parte de una estrategia a largo plazo de Capcom, se ha estado desarrollando en paralelo con varios otros títulos de Resident Evil, con el objetivo general de un plazo de 2,5 años por lanzamiento, con el objetivo más ambicioso de que sea anual cuando sea posible.
En un principio, se rumoreaba que el videojuego iba a llevar el título de Apocalypse y estaba previsto para un lanzamiento a finales del año fiscal 2023, éste se insinuó como tal en un huevo de pascua de Resident Evil Village, en el contenido adicional Shadows Of Rose, pero desde entonces se ha retrasado hasta el año fiscal 2024. En 2022, los desarrolladores aún no habían acordado si los futuros títulos estarían en perspectiva de primera o tercera persona. El 1 de julio de 2024, en el Capcom Showcase, se reveló que la próxima entrega de Resident Evil está en desarrollo; la cual será dirigida por el director Koshi Nakanishi. Su título sigue la convención de nomenclatura iniciada con Resident Evil 7: Biohazard al priorizar los nombres sobre los números, debido a las preocupaciones de mercadotecnia de que los números cada vez más grandes desalentarían a los nuevos jugadores.
El juego fue anunciado en el Summer Game Fest de 2025 y está previsto para ser lanzado el 27 de febrero de 2026. Las imágenes del tráiler del anuncio también muestran los restos de Raccoon City después de su destrucción tras los eventos de Resident Evil 3, lo que implica que el videojuego también se desarrollará allí.
Una demo jugable estará disponible en la convención Gamescom 2025, que se realizará del 20 al 24 de agosto de 2025.